# Sajanbergen

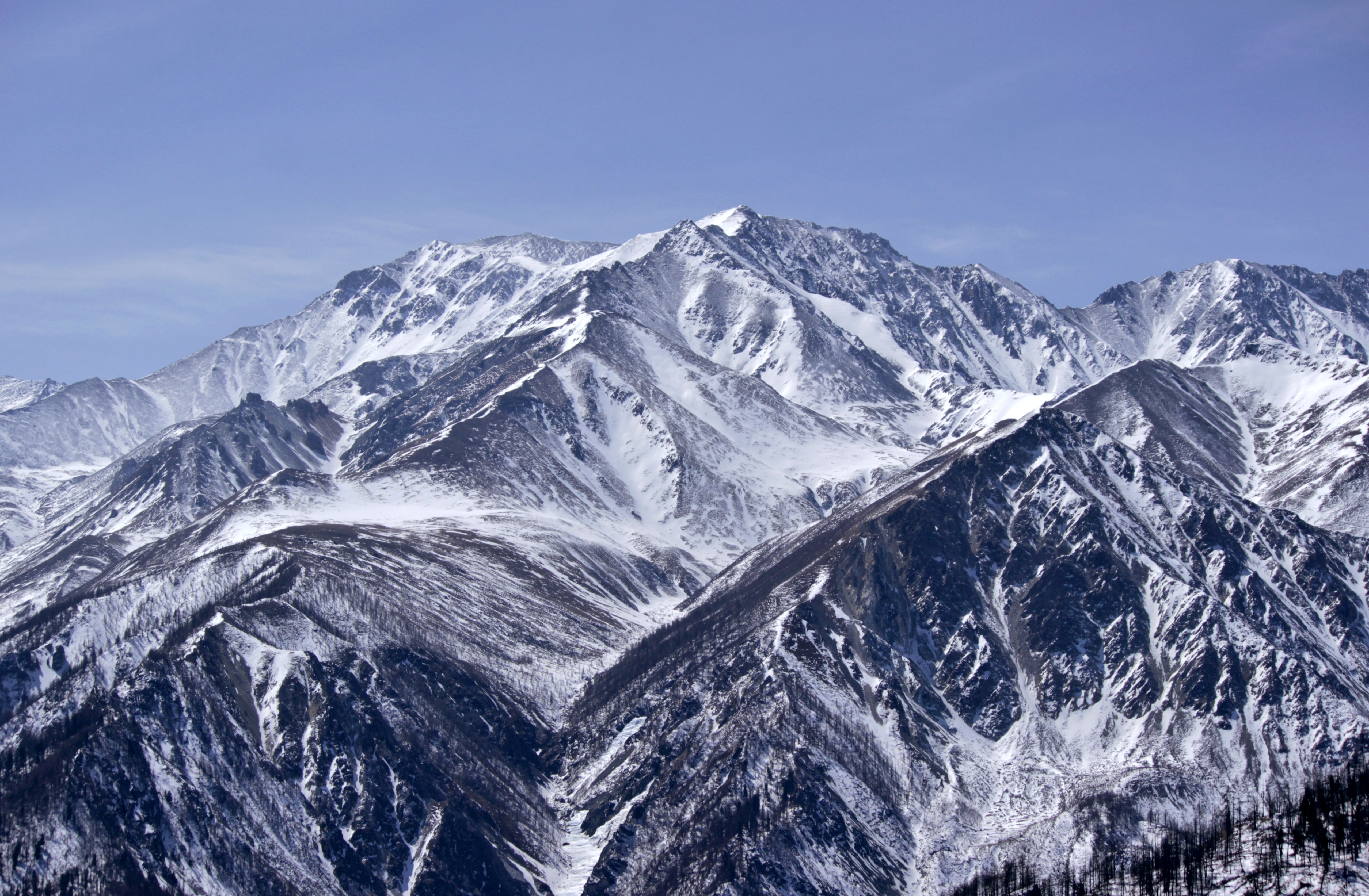
Vy över den högsta toppen, Munku-Sardyk.

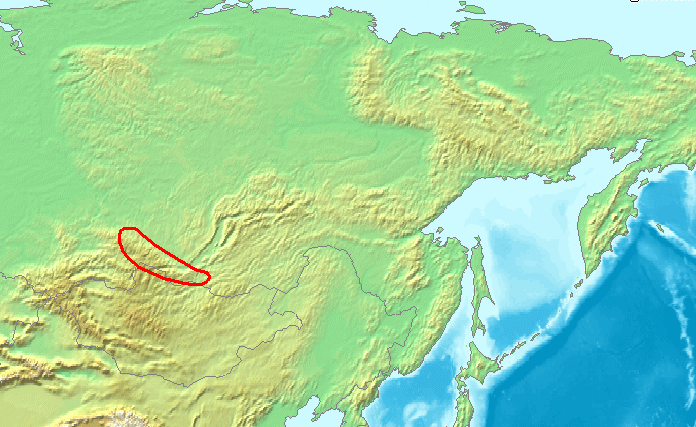
Karta över Sajanbergen.

Sajanbergen (även: Sajanska bergen; ryska: Саяны, Sajany; mongoliska: Соёны нуруу, Soyonï nurû) är en bergskedja i södra Sibirien, Ryssland och norra Mongoliet.
Bergskedjan delas in i de lägre Västra Sajanbergen (högsta punkt 2 930 m ö.h.) och de högre Östra Sajanbergen (högsta punkt 3 492 m ö.h., Munku-Sardyk). Området sträcker sig från Altaj i väst till Bajkalsjön och Mongoliet (provinsen Chövsgöl) i öst. I norr ansluter det centralsibiriska höglandet.
Flera större floder har sin källa i Sajanbergen däribland Abakanfloden (i Västra Sajan) samt Irkut, Bolsjoj Jenisej ("Stora Jenisej") och Tjuna (Östra Sajan). Västra Sajanbergen genomskärs i mitten av floden Jenisej. Större dammbyggnader för att utnyttja flodens vattenkraft har byggts.
Söder om Sajanbergen ligger den autonoma ryska delrepubliken Tuva och i norr ansluter republiken Chakassien och Krasnojarsk kraj.
Kai Donner beskrev i sin bok den nu utdöda folkstammen kamassernas liv i regionen: "Mot sommaren flydde de med sina hjordar undan värme och mygg och byggde sig bostäder i de svala Sajanska bergen, dem kalla vita i anledning av den eviga snön".
Bergskedjan har gett namn åt asteroiden 4189 Sayany.